# Omi (Sänger)
Omi (* 3. September 1986 in May Pen, Clarendon; eigentlicher Name Omar Samuel Pasley) ist ein jamaikanischer Reggae- und Urban-Pop-Sänger. Internationale Bekanntheit erlangte er durch seinen Song Cheerleader aus dem Jahr 2012.

## Biografie
Omars Vater Kenroy Pasley war bekannt als Porträtmaler und als Musiker unter dem Namen Jah Ken. Er starb, als Omar, das jüngste seiner vier Kinder, neun Jahre alt war. Von früher Kindheit an sang Omar auch bei schulischen und öffentlichen Veranstaltungen und versuchte sich in der Schule zeitweise auch als Rapper.
Als der Produzent Clifton „Specialist“ Dillon (unter anderem Shabba Ranks) auf Talentsuche seine High School besuchte, wurde ihm auch Omar Pasley vorgestellt. Später nahm er den Sänger, der auch seine eigenen Songs schreibt, von ihm für das Label Shang Records unter Vertrag. Seine erste Single Standing on All Threes wurde 2011 unter dem Künstlernamen Omi veröffentlicht. Weitere von ihm selbst geschriebene Veröffentlichungen waren Firecracker und Cheerleader.
Der letztgenannte Song verhalf ihm zum Durchbruch und sorgte für Interesse über die Landesgrenzen hinaus. Es folgten Auftritte in anderen Ländern des amerikanischen Kontinents und in Australien und 2014 nahm ihn das zu Sony Music gehörende US-amerikanische Label Ultra Music unter Vertrag. Es entstanden Remix-Versionen von Cheerleader, unter anderem eine des Hamburger DJs Felix Jaehn. Nachdem Omi auch mehrfach in Europa aufgetreten war, wurde er von Radiostationen in Frankreich und Schweden ins Programm aufgenommen. In Schweden kam das Lied in die Charts und  erreichte Anfang November Platz eins und Gold-Status. Im Dezember folgte Platz eins in Dänemark und ab 2015 Australien und weitere europäische Länder. Die Single verkaufte sich alleine in Deutschland über eine Million Mal, womit das Stück eine der meistverkauften Singles in Deutschland ist.

## Diskografie
Alben
- 2015: Me 4 U
- 2016: Me 4 U: The Remixes

Singles
- 2011: Standing on All Threes
- 2012: Cheerleader
- 2012: Fireworks
- 2013: Take It Easy
- 2014: Colour of My Lips (feat. Busy Signal)
- 2014: Cheerleader (Felix Jaehn Remix)
- 2015: Hula Hoop
- 2016: Drop in the Ocean (feat. AronChupa)
- 2018: Masterpiece (mit Felix Jaehn)
- 2018: As Long As I’m With You (feat. CMC$)
- 2019: Jambo (mit Takagi & Ketra & Giusy Ferreri)
- 2019: Better for Ya
- 2019: I Want You
- 2020: Bring My Baby Back

Gastbeiträge
- 2016: I Found a Girl (The Vamps feat. Omi)
- 2016: Si seulement si (Axel Tony feat. Omi)
- 2017: Seasons (Shaggy feat. Omi)
- 2017: Never (Marcus & Martinus feat. Omi)
- 2020: I’m on My Way (Bob Sinclar feat. Omi)

## Auszeichnungen für Musikverkäufe
| Goldene Schallplatte - Australien - 2015: für die Single Hula Hoop - Dänemark - 2019: für das Album Me 4 U - Italien - 2016: für die Single Hula Hoop - Mexiko - 2017: für die Single Hula Hoop - Südafrika - 2017: für die Single Cheerleader Platin-Schallplatte - Dänemark - 2015: für die Single Hula Hoop - Kanada - 2017: für das Album Me 4 U - Neuseeland - 2016: für die Single Hula Hoop - 2021: für das Album Me 4 U | 2× Platin-Schallplatte - Belgien - 2016: für die Single Cheerleader - Kanada - 2017: für die Single Hula Hoop - Schweden - 2015: für die Single Hula Hoop 5× Goldene Schallplatte - Mexiko - 2022: für die Single Cheerleader 4× Platin-Schallplatte - Dänemark - 2015: für die Single Cheerleader - Italien - 2021: für die Single Jambo - Spanien - 2016: für die Single Cheerleader | 6× Platin-Schallplatte - Australien - 2016: für die Single Cheerleader - Neuseeland - 2024: für die Single Cheerleader 7× Platin-Schallplatte - Italien - 2018: für die Single Cheerleader - Schweden - 2015: für die Single Cheerleader Diamantene Schallplatte - Frankreich - 2015: für die Single Cheerleader - Kanada - 2021: für die Single Cheerleader - Mexiko - 2022: für die Single Cheerleader |

Anmerkung: Auszeichnungen in Ländern aus den Charttabellen bzw. Chartboxen sind in ebendiesen zu finden.
| Land/RegionAuszeichnungen für Musikverkäufe (Land/Region, Auszeichnungen, Verkäufe, Quellen) | Silber     | Gold     | Platin       | Diamant     | Verkäufe  | Quellen              |
| -------------------------------------------------------------------------------------------- | ---------- | -------- | ------------ | ----------- | --------- | -------------------- |
| Australien (ARIA)                                                                            | —          | Gold1    | 6× Platin6   | —           | 455.000   | aria.com.au          |
| Belgien (BRMA)                                                                               | —          | —        | 2× Platin2   | —           | 60.000    | ultratop.be          |
| Dänemark (IFPI)                                                                              | —          | Gold1    | 5× Platin5   | —           | 310.000   | ifpi.dk              |
| Deutschland (BVMI)                                                                           | —          | Gold1    | 4× Platin4   | —           | 1.400.000 | musikindustrie.de    |
| Frankreich (SNEP)                                                                            | —          | —        | —            | Diamant1    | 250.000   | snepmusique.com      |
| Italien (FIMI)                                                                               | —          | Gold1    | 11× Platin11 | —           | 655.000   | fimi.it              |
| Kanada (MC)                                                                                  | —          | —        | 3× Platin3   | Diamant1    | 1.040.000 | musiccanada.com      |
| Mexiko (AMPROFON)                                                                            | —          | 2× Gold2 | 2× Platin2   | Diamant1    | 480.000   | amprofon.com.mx      |
| Neuseeland (RMNZ)                                                                            | —          | —        | 8× Platin8   | —           | 210.000   | radioscope.co.nz NZ2 |
| Österreich (IFPI)                                                                            | —          | —        | Platin1      | —           | 30.000    | ifpi.at              |
| Schweden (IFPI)                                                                              | —          | —        | 9× Platin9   | —           | 360.000   | sverigetopplistan.se |
| Schweiz (IFPI)                                                                               | —          | —        | Platin1      | —           | 20.000    | hitparade.ch         |
| Spanien (Promusicae)                                                                         | —          | —        | 4× Platin4   | —           | 160.000   | elportaldemusica.es  |
| Südafrika (RISA)                                                                             | —          | Gold1    | —            | —           | 20.000    | Einzelnachweise      |
| Vereinigte Staaten (RIAA)                                                                    | —          | Gold1    | 3× Platin3   | —           | 3.500.000 | riaa.com             |
| Vereinigtes Königreich (BPI)                                                                 | 2× Silber2 | —        | 5× Platin5   | —           | 3.400.000 | bpi.co.uk            |
| Insgesamt                                                                                    | 2× Silber2 | 8× Gold8 | 64× Platin64 | 3× Diamant3 |           |                      |